# Леклер, Танакиль
Танакиль Леклер (англ. Tanaquil LeClercq, 2 октября 1929, Париж — 31 декабря 2000, Нью-Йорк) — артистка балета, солистка труппы «Нью-Йорк Сити балет», одна из муз Джорджа Баланчина и его последняя супруга.

## Биография
Танакиль родилась в Париже, в семье француза Жака Ле Клера и его супруги, американки Эдит Уитмор. С началом войны семья переехала из Франции в Америку, где Танакиль начала заниматься балетом у Михаила Мордкина. В 1941 году она поступила в Школу американского балета, получив стипендию на обучение как особо одарённый ребёнок. 
По злой иронии судьбы, в 1949 году, когда Танакиль было 20 лет, Баланчин выбрал её для номера, предназначенного для благотворительного концерта, состоявшегося в отеле Уолдорф-Астория в пользу фонда борьбы с полиомиелитом «Марш десятицентовиков». Балетмейстер изображал болезнь, тогда как юной балерине была отведена роль жертвы: парализованная, она падала на пол, после чего другие дети бросали в её сторону монетки, побуждая её подняться и вновь танцевать.
В том же 1949 году, когда Танакиль отдыхала в Париже с подругой Бетти Николс, Мерс Каннингем поставил трио в расчёте на себя и девушек. Он уговаривал Танакиль остаться во Франции и создать собственную труппу. Поначалу она соглашалась, но потом всё-таки вернулась в Нью-Йорк.
В 1952 году Танакиль вышла замуж за Джорджа Баланчина. Они развелись в 1969 году, когда Баланчин начал ухаживать за Сьюзен Фарелл.

### Болезнь
В 1956 году труппа отправилась в турне по Европе. Это было время, когда прима-балерина Мария Толчиф покинула «Нью-Йорк Сити балет», и на Танакиль легла удвоенная нагрузка. В конце октября, во время недельных гастролей в Копенгагене, она совсем плохо себя чувствовала но, несмотря на это, довела гастроли до конца, станцевав все свои спектакли. После последнего выступления у Танакиль отнялись ноги, а затем её полностью парализовало. Врачи диагностировали полиомиелит — возможно, она заразилась в Венеции, когда пробовала на вкус воду из каналов. Известно, что до этого она отказалась делать прививку, так как боялась заболеть. Примерно через год удалось возобновить подвижность корпуса и рук, нижняя же часть её тела навсегда осталась неподвижной.
Несмотря на недуг, балерина позднее начала преподавать, используя жесты рук для показа движений своим ученикам. Работала в школе «Гарлемского театра танца».

## Репертуар
Специально для Танакиль ставили балетмейстеры Джордж Баланчин, Джером Роббинс, Мерс Каннингем. 
Балеты Джорджа Баланчина
- 20 ноября 1946 — Холерик*, «Четыре темперамента» на музыку Пауля Хиндемита[2]:156
- 2 февраля 1954 — Капелька росы*, «Щелкунчик» П. И. Чайковского

Балеты Джерома Роббинса
- «Бурре-фантастик»* (партнёр — Джером Роббинс)
- «Концерт»*

(*) — первая исполнительница